# Индийска дропла
Индийската дропла (Ardeotis nigriceps) е вид птица от семейство Otididae. Видът е критично застрашен от изчезване.

## Разпространение
Разпространен е в Индия и Пакистан.